# Arnuero
Arnuero är en kommun i Spanien.  Den ligger i den autonoma regionen Kantabrien i norra delen av landet, 300 km norr om huvudstaden Madrid. Antalet invånare är 2 279 (2024).